# Ceresone
Il fiume Ceresone  è un corso d'acqua che scorre nelle province di Vicenza e Padova.
Raccoglie le acque di risorgiva e di drenaggi della campagna compresa tra i fiumi Tesina e Brenta.
Nasce da risorgive in località Casona di Pozzoleone e si muove verso sud toccando San Pietro in Gu, Gazzo, Isola Mantegna, Grossa e Camisano Vicentino. Dopo Poiana di Granfion, accolte le acque dello scolo Riazzo, assume il nome di Ceresone Nuovo o Ceresone Grande, per non confonderlo con il più modesto fiumicello Ceresone Vecchio o Ceresone Piccolo che ne occupa l'antico corso.
Superata Arlesega, dopo un tratto di circa km 3 incontra il Tesinella suo tributario per poi ricevere poco più a valle le acque del Ceresone Vecchio o  Ceresone Piccolo assumendo, da quel punto in poi la denominazione di fiume Tesina Padovano passando vicino a Veggiano, per poi sfociare dopo un percorso di circa Km 5 nel fiume Bacchiglione.
La qualità dell'acqua è discreta nella parte superiore del corso, mentre tende a degradarsi addentrandosi nella pianura. A Camisano Vicentino è stato dotato di un bacino di espansione, per evitare le continue esondazioni.

## Storia
Fino al 589, anno della grande alluvione registrata nei resoconti di Paolo Diacono, questo piccolo alveo era in realtà il fiume Brenta, il cui alveo fu inghiaiato nei pressi di Friola con la conseguente interruzione del flusso. In seguito divenne lo scolatore dei terreni lungo il suo corso, oltre che lo scolo delle risorgive a monte, che derivano dalle acque del Brenta. In località Camisano, a sud-est, il toponimo Vanzo Vecchio indica che in quella zona c'erano terreni ghiaiosi di nulla qualità, da cui d'avanzo.
Le ampie anse che si vedono ancora dal satellite ne sono testimonianza diretta.
Nei 1400 anni seguenti il profondo alveo pian piano si interrò, appianandosi e diventando arabile.
Il suo corso oggi fa da confine fra provincie, come già in epoca romana, perché il fiume era già presente, probabilmente dal III secolo a.C., anno in cui ci furono altre grandi alluvioni. Il termine confine deriva da cum-finem, cioè il finire del territorio del vicentino.
A vedere l'idrografia antica da mappe, satellite e interpretazioni, questo alveo è il 6° che da Vicenza si sposta verso est, sia a causa di grandi alluvioni che per il piegamento tettonico delle microzolle della crosta terrestre. Questo dai tempi della grande Mega Alluvione Post Glaciale, cioè durante la deglaciazione iniziata 10 300 anni fa.

## Origine del nome
Il nome Ceresone deriva probabilmente da Cerere, dea delle messi e dei cereali, prodotti nei campi rivariali. A sud di Camisano Vicentino c'erano dei porticcioli di carico dei prodotti agricoli, che venivano trasportati per mezzo di burci (imbarcazioni fluviali dal fondo piatto) a Padova, Altino e Clodia, seguendo il corso del Brenta fino allo sfociare in Laguna. Il nome fu assegnato in epoca medioevale, cioè dopo il VI secolo, quando nella zona andò perduto il nome Medoacus Maior con cui era identificato ai tempi dell'antica Roma.

## Affluenti
Da sinistra: Fiumicello Ceresone Piccolo o Ceresone Vecchio. Da destra: il Riello, Roggia Poina, Scolo Riazzo e Fiumicello Tesinella

## Mulini
- Camisano Vicentino: grazie alla sua portata e alla pendenza naturale, nei secoli scorsi è stato oggetto di sfruttamento energetico; infatti si contano 3 mulini nel territorio, di cui uno ancora in funzione.

## Autorità sul fiume
Consorzio di Bonifica Pedemontano Brenta ora Consorzio di Bonifica Brenta e Regione del Veneto - Ufficio del Genio Civile di Padova